# 大阪府道157号星田停車場線
大阪府道157号星田停車場線（おおさかふどう157ごう ほしだていしゃじょうせん）は、大阪府交野市を通る一般府道である。

## 概要
JR西日本片町線 星田駅前から交野市星田5丁目に至る。

### 路線データ
- 起点：交野市星田5丁目（JR西日本片町線 星田駅前）
- 終点：交野市星田5丁目（星田交差点、大阪府道20号枚方富田林泉佐野線・大阪府道154号私市太秦線交点）

## 地理

### 通過する自治体
- 大阪府
  - 交野市

### 交差する道路
| 交差する道路                                           | 交差する場所 | 交差する場所      |
| ------------------------------------------------------ | ------------ | ----------------- |
| 大阪府道20号枚方富田林泉佐野線 大阪府道154号私市太秦線 | 星田5丁目    | 星田交差点 / 終点 |

### 沿線
- JR西日本片町線 星田駅